# 모차렐라 인 카로차

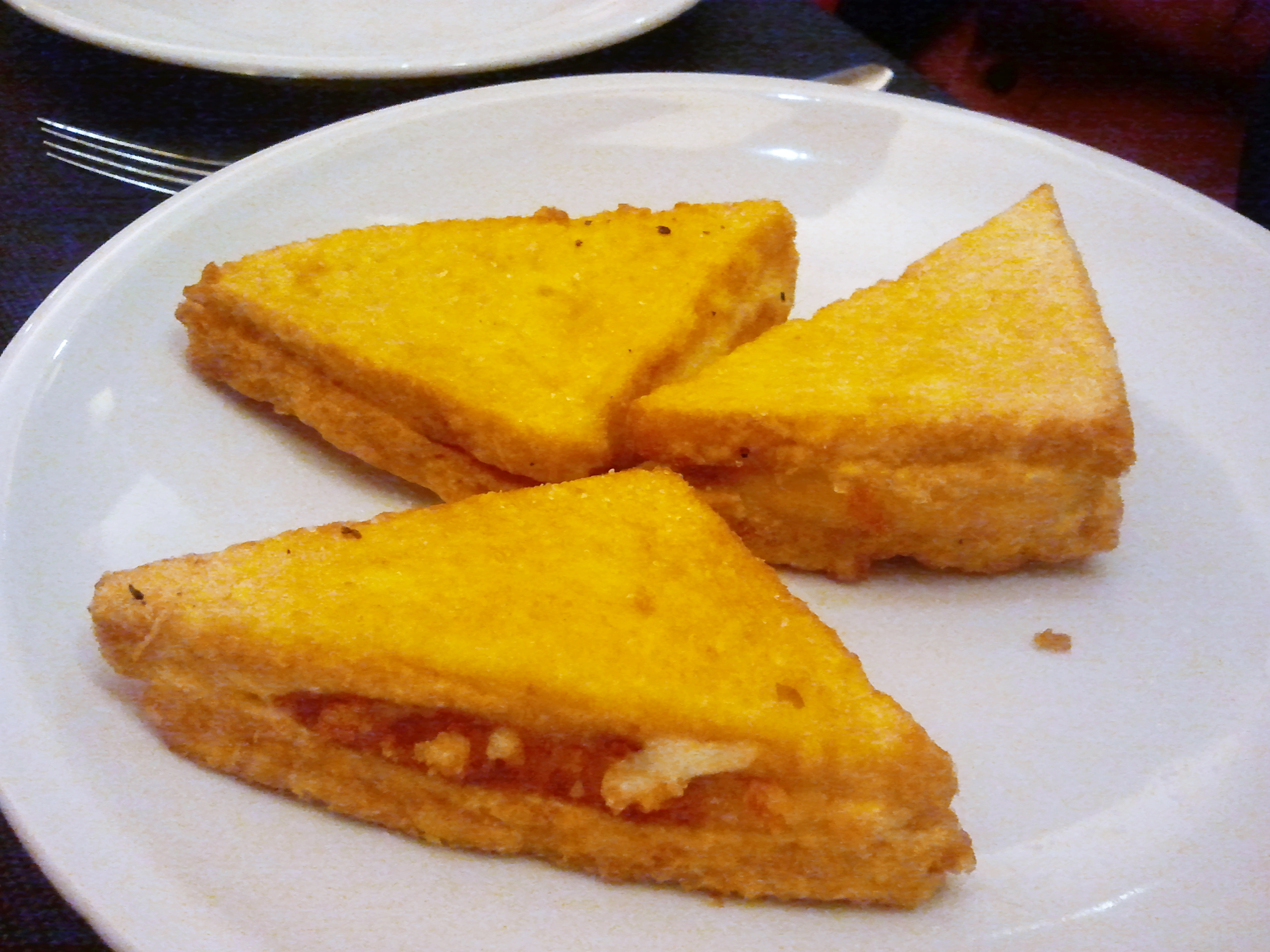
모차렐라 인 카로차의 모습

모차렐라 인 카로차(이탈리아어: mozzarella in carrozza)는 이탈리아 요리로, 튀기듯이 구운 치즈 샌드위치이다. 모차렐라 인 카로차는 모차렐라 치즈 샌드위치에 계란물과 밀가루를 입힌 후 튀기듯 구워서 만든다. 모차렐라 인 카로차는 남부 이탈리아의 캄파니아 지역과 뉴욕시에서 인기있는 요리이다.

## 요리
모차렐라 인 카로차의 주요 재료는 모차렐라 치즈, 계란물, 얇게 썬 빵이 있는데 빵은 이탈리아 빵 등으로 준비할 수 있다. 빵의 가장자리 부분은 샌드위치를 굽기 전에 제거하며, 샌드위치를 굽기 전에 빵을 약간 굽는다. 모차렐라 인 카로차는 샌드위치를 만든 후 밀가루를 묻히고 달걀물에 담근 다음 튀기듯이 구워 만들 수 있다. 빵 부스러기를 샌드위치 위에 올린다. 모차렐라 인 카로차를 튀기는 데에는 일반적으로 올리브유을 사용한다. 햄, 멸치, 가지, 초록 토마토, 바질과 같은 재료를 추가로 넣는다. 완성된 모차렐라 인 카로차는 식감이 바삭바삭하다. 모차렐라 인 카로차는 안티파스토로 제공될 수 있다.

## 지역별 모차렐라 인 카로차
모차렐라 인 카로차는 이탈리아 남부 지역인 캄파니아의 길거리 음식이자 인기있는 요리이다. 이탈리아 버펄로의 우유를 사용하여 만든 버펄로 모차렐라 치즈는 일반적으로 캄파니아에서 샌드위치를 만드는데 쓰인다.
또한 모차렐라 인 카로차는 미국 뉴욕시에서도 인기있는 요리인데 뉴욕에서는 모차렐라 인 카로차를 굽지 않고 완전히 튀겨서 만든다.

## 같이 보기
- 샌드위치
- 치즈 샌드위치